# موزه حیات وحش هفت چنار
موزه حیات وحش هفت چنار مربوط به دوره پهلوی اول است و در تهران، شمال میدان بریانک، ضلع شرقی خیابان دعوتی واقع شده و این اثر در تاریخ ۱۵ آذر ۱۳۷۸ با شمارهٔ ثبت ۲۵۲۸ به‌عنوان یکی از آثار ملی ایران به ثبت رسیده‌است.